# Adlatus
Ein Adlatus ist ein (untergeordneter) Gehilfe, ein Helfer oder ein Beistand. Er ist vergleichbar mit dem Adjutanten im militärischen Sprachgebrauch. Der Begriff wird heute meist scherzhaft gebraucht.
Über die korrekte Pluralform besteht im Deutschen vielfach Unsicherheit. Der Duden führt als Plural „Adlaten“. Umgangssprachlich gebraucht ist „Adlatusse“. In Wörterbucheinträgen und metasprachlichen Diskussionen wird als Plural manchmal „Adlatus“ (mit langem -u-) angegeben, was allenfalls eine hyperkorrekte Form ist, weil es das Wort falsch der lateinischen u-Deklination zuordnet, während es im Lateinischen tatsächlich der  o-Deklination (Partizip Perfekt Passiv von adferre) angehört und mit Plural adlati verwendet wird.
Die Unsicherheit ist bedingt durch die Schwierigkeit der Etymologie, da Adlatus in Wörterbüchern oder Lexika meist aus ad latus ‚zur Seite (stehend)‘ abgeleitet wird: latus folgt wie corpus der konsonantischen Deklination, sodass der Akkusativ (den die Präposition ad regiert) latus lautet. Die Konstruktion mit dem Akkusativ Neutrum latus lässt allerdings keinen grammatisch korrekten Plural „Adlati“ (und auch keinen Plural „Adlatus“ nach der u-Deklination) zu. Inhaltlich nicht plausibler, aber ohne grammatikalische Schwierigkeit ist dagegen die Herleitung als Partizip aus afferre (affero, attuli, adlatum) ‚herbeischaffen‘, ‚beibringen‘, ‚beifügen‘, wonach ein Adlatus als „Beigestellter“, „Beigezogener“, „Beigesetzter“ in Analogie zum praelatus ‚Vorgezogener‘, ‚Vorgesetzter‘ zu verstehen ist. Die Herleitung aus ad latus muss darum nicht notwendig falsch sein, da die Pluralform „Adlati“ auch durch Volksetymologie aus afferre sekundär motiviert sein kann.